# Okinotorishima

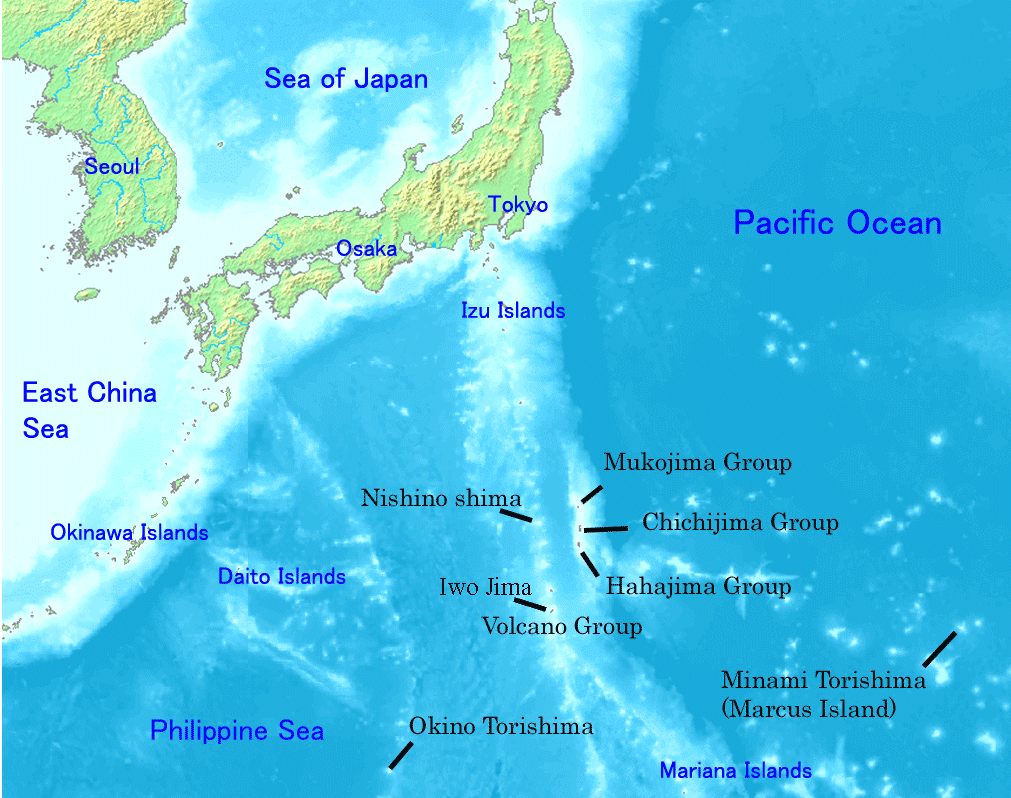
Lägeskarta.

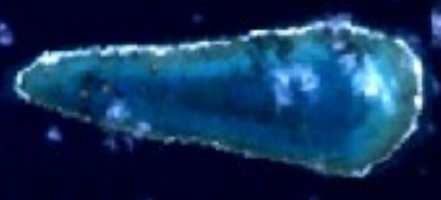
Okinotorishima.

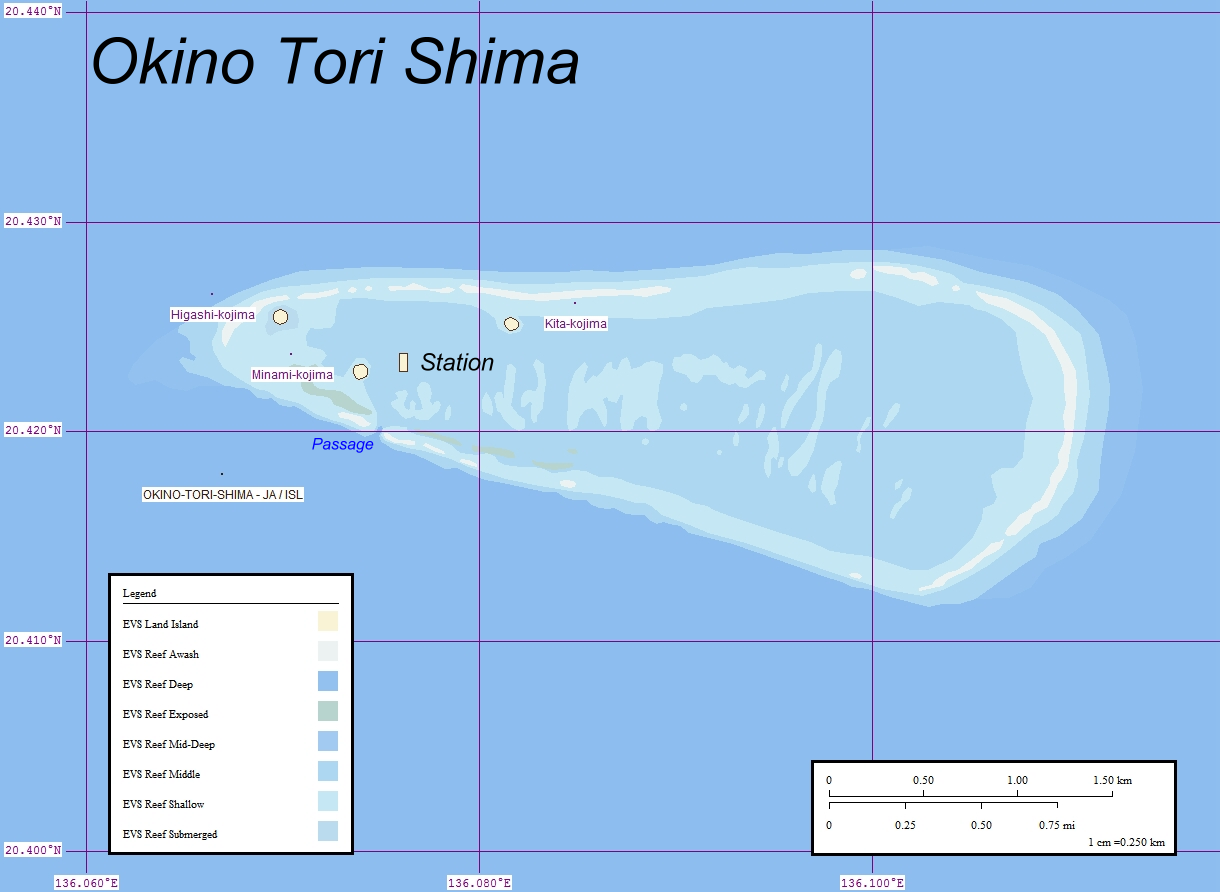
karta över Okinotorishima.

Okinotorishima (japanska: 沖ノ鳥島?, Okinotorishima), tidigare kallad Parece Vela, är en atoll långt söder om Japans fastland. Den ligger 1 740 km söder om Tokyo, 534 km sydost om Oki Daitō (den närmaste japanska ön) och 567 km från Minami Iōshima (den närmaste ön av Ogasawaraöarna, till vilka de hör administrativt).
Det japanska namnet betyder "De avlägsna fåglarnas ö", och den är näst längst bort belägen från Japan efter Minamitori shima. Den består av tre kobbar:
- Ostkobben (東小島, Higashikojima, areal 1,6 m²)
- Nordkobben (北小島, Kitakojima, areal 6,4 m²)
- Sydkobben (南小島, Minamikojima, en konstgjord kobbe)

Kobbarna, som sticker upp 10 eller 20 cm ur havet vid högvatten, befinner sig i en västlig del av en lagun omgiven av ett korallrev under vatten likt en atoll, över vilket vågorna bryter och som sträcker sig 4,6 km från öst till väst och 1,7 km från norr till söder med en areal om 5 km². En kvartsklippa, ännu mindre, ligger i den östra zonen av lagunen.
Havet kring ön är mycket rik på fisk och förmodas även ha stora olje- och naturgasfyndigheter.
Dess status som ö, i stället för en obeboelig klippa enligt internationell rätt, är ifrågasatt av Kina och ytterligare några länder, eftersom det skulle tilldela Japan en exklusiv ekonomisk zon runt kring dessa på mer än 430.000 km².
I avsikt att undvika att öarna sjunker i havet på grund av erosionen, initierades ett byggnadsprojekt med utfyllning 1987, vilket försåg såväl Higashikojima som Kitakojima med ett omgivande betongskydd. För närvarande slutför Japan ett projekt med undersökning och observation av ön, liksom underhållsuppgifter.
Administrativt betraktas ön som en del av Ogasawara, (Tokyo prefektur). 1939, satte Japan igång konstruktion av en marinbas, men den fick avbrytas 1941 vid fientligheterna i början av stillahavskriget och andra världskriget.

## Historia
Ön upptäcktes möjligen redan 1543 av spanske Bernado de la Torre eller 1565 av spanske Miguel López de Legazpi. Ön utforskades lite 1789 av brittiske William Douglas som namgav området "Douglas Reef".
1885 hamnade området under japansk överhöghet. Efter andra världskriget förvaltades området av USA fram till 1968 då det återgick till Japan.
1987 påbörjade den regionala sektionen av Japans trafikdepartement Keihin arbetet med att förstärka öarna mot erosion.
1988 byggde det japanska havsforskningscentret Jamstec ett laboratorium på ön och i mars 2007 byggde den japanska kustbevakningen en fyr på ön.